# Петрова, Мария (гимнастка)
Мария Димитрова Петрова (род. 13 ноября 1975, Пловдив, Болгария) — болгарская спортсменка, многократная чемпионка Европы и мира по художественной гимнастике.

## Биография
Мария Петрова начала заниматься художественной гимнастикой в возрасте 5 лет. С 1990 года тренировалась у знаменитой Нешки Робевой в клубе Левски-София.
В 1991 году в составе национальной сборной выиграла серебряную медаль чемпионата мира. В 1992 и в 1994 стала двукратной чемпионкой Европы в многоборье, получив на этих первенствах ещё несколько наград в других дисциплинах. Обладательница Кубка Европы 1993. Трёхкратная (1993, 1994, 1995) чемпионка мира в многоборье — за этот успех имя Марии внесено в Книгу рекордов Гиннесса, это достижение она разделила с другой болгарской гимнасткой — Марией Гиговой (1969, 1971, 1973). С чемпионатов мира имеет 22 медали: 9 золотых, 9 серебряных, 4 бронзовых. На Олимпийских играх 1992 и в 1996 была пятой в многоборье. Причём на Олимпиаде в Барселоне она была отброшена на пятое место лишь из-за досадной случайности.
Закончила Спортивную академию. Входит в управляющий совет болгарской федерации художественной гимнастики, председатель судейской комиссии. Является главой Технического комитета по художественной гимнастике Европейского гимнастического союза.
С 1998 года замужем за болгарским футболистом и футбольным функционером Бориславом Михайловым (род. 1963). Дочь — Элинор (род. 1999).

## Спортивные результаты
- 1991 Чемпионат мира, Афины — 1-е место — команда; 4-е место — мяч, булавы.
- 1992 Олимпийские игры, Барселона — 5-е место — личное многоборье.
- 1992 Чемпионат мира, Брюссель — 2-е место — мяч, булавы, личное многоборье; 3-е место — обруч; 7-е место — скакалка.
- 1993 Чемпионат мира, Аликанте − 1-е место — мяч, обруч, лента, личное многоборье, команда; 3-е место — булавы.
- 1994 Чемпионат мира, Париж — 1-е место — обруч, личное многоборье; 2-е место — булавы, лента; 3-е место — мяч.
- 1995 Чемпионат мира, Вена — 1-е место — булавы, личное многоборье; 2-е место — скакалка, команда; 4-е место — мяч; 8-е место — лента.
- 1996 Чемпионат мира, Будапешт — 2-е место — мяч; 3-е место — булавы.
- 1996 Олимпийские игры, Атланта — 5-е место — личное многоборье.